# 小山田貴雄
小山田 貴雄（おやまだ たかお、1983年1月11日 - ）は、神奈川県川崎市出身の元プロ野球選手（捕手）。右投右打。現在は東京ヤクルトスワローズのブルペン捕手。NPBでは育成選手であった。実父は元プロ野球選手の小山田健一。

## 来歴・人物

### プロ入り前
1983年に小山田健一の次男として出生。小学校1年生のときに野球を始めたが、一旦やめてしまい、本格的に再開したのは小学校4年生の時から。以後中学時代まで父と同じ捕手のポジションでプレーしていた。1998年に川崎工業高校に入学。高校時代は荒削りながらも投手として活躍。高身長から投げ下ろすような、最速145km/hのストレートを武器に、3年春の県大会では同校創立初の県ベスト8進出の立役者となり、ドラフト候補にもなった。
しかしドラフト指名はなく、特待生で青森大学に進学を決意。入学直前の2001年3月、癌のためブルペン捕手を退職し療養に専念していた実父・健一と死別。入学後に肘を痛めたことも重なって、野球生活の転機を迎える。その後も肘の状態は好転せず、大学2年時に、右肘の手術を行った。結局そのまま満足に登板することができず、大学生活を終える。

### 独立リーグ時代
プロ志望はあったものの、最終学年になっても声はかからず四国アイランドリーグのトライアウトを受けることになる。2005年に高知ファイティングドッグスに入団。1年目は投手として23試合に登板したが、実績を残すことができなかった。戦力外の危機に立たされていたが、秋季練習中に捕手としての強肩を見出され、実父と同じ捕手に転向することになる。続く2006年シーズンは本格的に捕手としてプレー。52試合に出場したが、打撃・守備とも荒削りでプロからの声はかからなかった。
2007年は引き続き捕手として前年を上回る65試合に出場。基礎を学びながらの出場だったが、10月には身体能力を買われてみやざきフェニックス・リーグの四国アイランドリーグ選抜に選ばれた。10月8日の対東京ヤクルトスワローズ戦で、2回途中降雨ノーゲームの試合ながら、1イニング3盗塁刺の結果を出して強肩をアピール。捕手経験が浅く粗削りであったが、恵まれた体格もあってスカウトの評価を上げた。
11月19日に行われたドラフト会議において、育成選手枠1巡目でヤクルトから指名を受けた。四国アイランドリーグから捕手として指名を受けた最初の選手である。12月6日に入団が発表され、父と同じヤクルトのユニフォームに袖を通すことになった。

### ヤクルト時代・現役引退後
2008年は育成選手枠で、二軍キャンプスタートとなった。イースタン・リーグで捕手として15試合に出場したが、野手としてのキャリアも浅いことから、4安打で打率.160と打撃の対応に苦しむシーズンとなった。支配下選手登録もならなかった。
2009年10月1日に戦力外通告を受け、引退を表明。10月30日に自由契約公示された。
2010年よりヤクルトのブルペン捕手を務めている。

## 詳細情報

### 年度別打撃成績
- 一軍公式戦出場なし

### 独立リーグでの打撃成績
以下の打撃成績および投手成績の数値は四国アイランドリーグplusウェブサイト掲載の各シーズン選手成績による。
| 年 度     | 球 団     | 打 率 | 試 合 | 打 席 | 打 数 | 得 点 | 安 打 | 二 塁 打 | 三 塁 打 | 本 塁 打 | 打 点 | 三 振 | 四 球 | 死 球 | 犠 打 | 犠 飛 | 盗 塁 | 長 打 率 | 出 塁 率 |
| --------- | --------- | ----- | ----- | ----- | ----- | ----- | ----- | -------- | -------- | -------- | ----- | ----- | ----- | ----- | ----- | ----- | ----- | -------- | -------- |
| 2006      | 高知      | .181  | 52    | 114   | 105   | 8     | 19    | 3        | 2        | 1        | 8     | 31    | 7     | 1     | 1     | 0     | 0     | .276     | .239     |
| 2007      | 高知      | .195  | 65    | 183   | 164   | 13    | 32    | 6        | 1        | 2        | 18    | 48    | 12    | 2     | 5     | 0     | 1     | .280     | .258     |
| 通算：2年 | 通算：2年 | .190  | 117   | 297   | 269   | 21    | 51    | 9        | 3        | 3        | 26    | 79    | 19    | 3     | 6     | 0     | 1     | .279     | .251     |

### 独立リーグでの投手成績
| 年 度     | 球 団     | 防 御 率 | 登 板 | 勝 利 | 敗 戦 | セ 丨 ブ | 完 投 | 完 封 | 無 四 球 | 投 球 回 | 打 者 | 被 安 打 | 被 本 塁 打 | 奪 三 振 | 与 四 球 | 与 死 球 | 失 点 | 自 責 点 |
| --------- | --------- | -------- | ----- | ----- | ----- | -------- | ----- | ----- | -------- | -------- | ----- | -------- | ----------- | -------- | -------- | -------- | ----- | -------- |
| 2005      | 高知      | 3.30     | 23    | 3     | 2     | 0        | 0     | 0     | 0        | 57.1     | 255   | 48       | 3           | 27       | 35       | 3        | 25    | 21       |
| 通算：1年 | 通算：1年 | 3.30     | 23    | 3     | 2     | 0        | 0     | 0     | 0        | 57.1     | 255   | 48       | 3           | 27       | 35       | 3        | 25    | 21       |

### 背番号
- 11 （2005年 - 2007年）
- 112 （2008年 - ）